# Polygordiidae
Famille
Les Polygordiidae sont une famille de vers polychètes de l'ordre des Canalipalpata.

## Liste des genres
Selon World Register of Marine Species (6 janvier 2019) :
- genre Polygordius Schneider, 1868

## Publication originale
- Czerniavsky, 1881 : Materialia Ad Zoographiam Ponticam Comparatam. Fasciculum III. Vermes. Bulletin de la Société Impériale des Naturalistes de Moscou, vol. 55, n. 4, pp. 213-344 (texte intégral) (ru + la)